# Селайя, Адриан
Адриа́н Села́йя Иба́рра (исп. Adrián Celaya Ibarra, баск. Adrian Zelaia Ibarra; 1917, Баракальдо — 18 октября 2015, Бильбао) — баскский юрист и преподаватель.

## Биография
Селайя родился в 1917 году в городе Баракальдо (Страна Басков, Испания). Его отец, Адриан Селайя Эгилеор (баск. Adrián Celaya Eguileor), родился в Себерио, а мать, Леонсия Ибарра Бераса (баск. Leoncia Ibarra Beraza), родилась в Бегонье, Бильбао.
Селайя получил базовое образование в школе Верфей Нервьона (Astilleros del Nervión). Однако, когда ему исполнилось 10 лет, Селайя поступил в Институт Бильбао.

## Труды
Это незавершённый список трудов Селайи:

### Книги
- Vizcaya y su fuero civil («Вискайя и своё гражданское законодательство», 1965)
- El Derecho foral en Vizcaya en la actualidad («Гражданское право в Вискайи в настоящее время», 1980)

### Фильмы
- Bizkaiko Lege Zarra
- Elkarrekin (короткометражный фильм)

## Награды
- Орден Святого Раймунда Пеньяфортского (1990)[4]
- Премия Мануэля Лекуоны (1995)[5][6]
- Премия «Лан Онари» (2000)